# Eduard Angele
Eduard Angele (* 10. Dezember 1951 in Ummendorf) ist ein ehemaliger deutscher Fußballspieler, der in der Fußball-Bundesliga für Arminia Bielefeld aktiv war.

## Karriere
Der Abwehrspieler begann seine Laufbahn beim oberschwäbischen Amateurligisten TSV Ummendorf. Mit 18 Jahren begann er seine Ausbildung an der Landespolizeischule Westfalen. Seinen ersten Vertrag unterschrieb der technisch versierte und dynamische Fußballspieler beim Landesligisten Eintracht Heessen. Nach drei Jahren und dem Aufstieg in die Oberliga wechselte er 1974 zur DJK Gütersloh, wo er zwei Jahre blieb. 
Der große Nachbar Arminia Bielefeld stellte zu dieser Zeit ein schlagkräftiges Team zusammen, um in die erste Bundesliga aufzusteigen. Angele war einer der Neuzugänge in der Saison 1976/77. Bereits ein Jahr später gelang dann auch der Aufstieg. Bis 1981 spielte Angele mit den Ostwestfalen in der Bundesliga und kam dabei auf 50 Spiele, in denen er ein Tor schoss. Dazu kommen insgesamt 128 Zweitligaspiele, in denen er für Gütersloh und Bielefeld insgesamt vier Tore erzielte. 
Zum Ende seiner sportlichen Karriere kehrte er dann von 1982 bis 1984 als Amateur zu Eintracht Heessen zurück, mit der er als Oberligameister 1983 knapp den Aufstieg in die 2. Bundesliga verpasste.  
Daneben kam Angele viele Jahre in der Nationalauswahl der Polizei zum Einsatz und wurde mit dieser Mannschaft auch Europameister.
Später war Angele Polizeibeamter in Bielefeld.